# Cheeky Parade I
『Cheeky Parade I』（チィキィパレード ワン）は、Cheeky Paradeの1枚目のアルバム。2013年11月27日にiDOL Streetから発売された。

## 概要
「CD+DVD豪華盤」（初回生産限定）、「CD+DVD盤」、「CDのみ盤」、「Loppi・HMV限定盤」（初回生産限定 2CD）、「イベント会場・mu-moショップ限定盤」（初回生産限定）の5形態で発売。

## 収録曲
1. INTRODUCTION 〜discovery〜 [1:09]
作曲・編曲：HIKIE
2. C.P.U !? [4:38]
作詞：小野宮市乃、夏果、RESiA209、R.o.C　作曲・編曲：HIKIE
  - 2ndシングル
3. チェケラ [4:38]
作詞・作曲・編曲：ヒゲドライバー
  - MVは森田亮が手掛けている[注 1]。
4. チィキィファイター [3:44]
作詞：R.o.C　作曲・編曲：HIKIE
  - 3rdシングルのc/w
5. 放課後カタルシス [3:27]
作詞：PA-NON　作曲・編曲：宇佐美宏
  - Cheeky Paradeがメジャーデビューする前の2012年夏からライブで披露されている曲で[1]、スタジオ収録の音源が公式に発表されるのは本作が初となる。
6. 年上コイモヨヲ [4:17]
作詞：RESiA209　作曲・編曲：HIKIE
  - 関根優那、鈴木友梨耶、永井日菜によるユニット曲
7. 宇宙飛行センセーション [3:22]
作詞：RESiA209、R.o.C　作曲・編曲：HIKIE
  - 小鷹狩百花、鈴木真梨耶によるユニット曲
8. 恋テレポーテーション [3:35]
作詞：RESiA209　作曲・編曲：HIKIE
  - 渡辺亜紗美、島崎莉乃、溝呂木世蘭、山本真凜によるユニット曲
9. BUNBUN NINE9’ [4:48]
作詞：RESiA209　作曲：上村伸太郎　編曲：HIKIE　Additional arrangement：上村伸太郎
  - 1stシングル
10. Challenger [4:19]
作詞：Mio Aoyama　作曲・編曲：木之下慶行
11. 無限大少女∀ [4:53]
作詞：RESiA209　作曲・編曲：上村伸太郎
  - 3rdシングル
12. HAPPY DAYS [3:56]
作詞：PA-NON　作曲：鈴木まなか、Carlos K.　編曲：上村伸太郎
  - Cheeky Parade初のミドルバラード
13. Cheeky dreamer [4:26]
作詞：Mio Aoyama　作曲：オオヤギヒロオ　編曲：清水武仁
  - インディーズシングル
14. PAN-PAKA-PAN (Song by Cheeky Parade) [3:50]
作詞：小松レナ　作曲：吉田将樹　編曲：BLUE☆BiRDS
  - ボーナストラック。「CDのみ盤」にのみ収録。SUPER☆GiRLSの7thシングル「常夏ハイタッチ」c/wの、Cheeky Paradeのみでの歌唱バージョン。

DISC-2（Loppi・HMV限定盤のみ）
1. Cheeky dreamer - ZK Remix -
作詞：Mio Aoyama　作曲：オオヤギヒロオ　編曲：清水武仁　Remix & Additional Production：KAZUHISA HIROTA
  - 1stシングル「BUNBUN NINE9’」の「CDのみ盤」に収録。
2. チィキィファイター - PAX JAPONICA GROOVE Remix -
作詞：R.o.C　作曲・編曲：HIKIE　Additional Production & Remix：PAX JAPONICA GROOVE
3. C.P.U !? - ヒゲドライバー Remix -
作詞：小野宮市乃、夏果、RESiA209、R.o.C　作曲・編曲：HIKIE　Additional Production & Remix：ヒゲドライバー
  - 3rdシングル「無限大少女∀」の「ローソン・HMV限定盤」に収録。
4. BUNBUN NINE9’ - RAM RIDER Remix -
作詞：RESiA209　作曲：上村伸太郎　編曲：HIKIE　Additional arrangement：上村伸太郎　Remix & Additional Production：RAM RIDER
  - 2ndシングル「C.P.U!?」の「CDのみ盤」に収録。
5. Tactics - STUDIO APARTMENT Remix -
作詞：小野宮市乃、夏果　作曲・編曲：KAZUHISA HIROTA　Additional Production & Remix：STUDIO APARTMENT
  - 3rdシングル「無限大少女∀」の「CDのみ盤」に収録。なお、オリジナルは1stシングル「BUNBUN NINE9’」のc/wとして収録。

## DVD収録内容
CD+DVD豪華盤
1. BUNBUN NINE9’ <Music Video>
2. BUNBUN NINE9’ <Music Video> (ANOTHER Ver2)
3. C.P.U!? <Music Video>
4. C.P.U!? <Music Video> (!? Ver)
5. 無限大少女∀ <Music Video>
6. 無限大少女∀ <Music Video> (SPIRAL Ver)
7. チェケラ <Music Video>
8. 特典映像I チキパ通信特大号〜宇宙世界への旅〜
9. 特典映像II BUNBUN NINE9’ 振り付けビデオ
10. 特典映像III 無限大少女∀ 振り付けビデオ

CD+DVD盤
1. BUNBUN NINE9’ <Music Video>
2. C.P.U!? <Music Video>
3. C.P.U!? <Music Video> (UN-EDITED Ver)
4. 無限大少女∀ <Music Video>
5. チェケラ <Music Video>
6. 特典映像 チキパ通信特大号〜宇宙世界への旅〜

## 音楽配信について
本作リリース時には定額制音楽配信サービスが普及していなかったが、現在は国内の主要な定額制音楽配信サービスで本作が配信されている。どのサービスも「CD+DVD盤」のCDに収録されている曲が配信されている。「CDのみ盤」のボーナストラック「PAN-PAKA-PAN (Song by Cheeky Parade)」は一切配信されていない。

## イベント
DDD青山クロスシアターおよびAKIBAカルチャーズ劇場では有料のミニライブが行われ、プローモーションのイベントとしては初の試みとなる。なお、ほぼ同時期に同会場でGEMの有料単独ミニライブも行われていた。

### プロモーションイベント
| 日程                      | 公演名                                                                                | 会場                      | 備考                                                |
| ------------------------- | ------------------------------------------------------------------------------------- | ------------------------- | --------------------------------------------------- |
| 2013年11月9日             | Cheeky Parade エンジン全開イベント FINAL ステージ 〜宇宙の彼方へ「Cheeky Parade I」〜 | テレビ神奈川 APPLAUSE     | 1回公演                                             |
| 2013年11月16日            | Cheeky Parade エンジン全開イベント FINAL ステージ 〜宇宙の彼方へ「Cheeky Parade I」〜 | DDD青山クロスシアター     | 2回公演                                             |
| 2013年11月17日 ・11月24日 | Cheeky Parade エンジン全開イベント FINAL ステージ 〜宇宙の彼方へ「Cheeky Parade I」〜 | AKIBAカルチャーズ劇場     | 2回公演                                             |
| 2013年11月30日            | Cheeky Parade エンジン全開イベント FINAL ステージ 〜宇宙の彼方へ「Cheeky Parade I」〜 | 東京ドームシティ ラクーア | 1回公演。矢追純一とのスペシャルトークショーを開催。 |
| 2013年12月1日             | Cheeky Parade エンジン全開イベント FINAL ステージ 〜宇宙の彼方へ「Cheeky Parade I」〜 | 阪急西宮ガーデンズ        | 2回公演                                             |

### 限定イベント
| 日程           | イベント名                                      | 会場            | 内容                                                                                   |
| -------------- | ----------------------------------------------- | --------------- | -------------------------------------------------------------------------------------- |
| 2013年11月26日 | HMV大宮アルシェ スペシャルイベント              | HMV大宮アルシェ | 抽選会でA賞が当たると握手会終了後サイン会に参加できる。B賞は握手会にのみに参加できる。 |
| 2013年12月14日 | 個別2ショット2回撮影会〜チキパのWポーズはNo.1〜 | avex本社ビル    | 3部制                                                                                  |
| 2013年12月15日 | チキパな1日〜サイン会&個別握手会&似顔絵会 !〜   | avex本社ビル    | 【STAGE 1】「何でもサイン会!&握手」                                                    |
| 2013年12月15日 | チキパな1日〜サイン会&個別握手会&似顔絵会 !〜   | avex本社ビル    | 【STAGE 2】「個別ロ〜ング握手会!」                                                     |
| 2013年12月15日 | チキパな1日〜サイン会&個別握手会&似顔絵会 !〜   | avex本社ビル    | 【STAGE 3】「似顔絵会!&握手」                                                          |
| 2014年1月19日  | HMV×Cheeky Parade “ナ・マ・イ・キ☆ホームタイム” | avex本社ビル    | HMVの特典イベント。2部制。                                                             |

### 訪店握手会
| 日程           | イベント名                                                      | 会場                                                                  | 備考     |
| -------------- | --------------------------------------------------------------- | --------------------------------------------------------------------- | -------- |
| 2013年11月27日 | 1stアルバム「Cheeky Parade I」発売記念 Thanksgiving Dayイベント | HMVルミネエスト新宿 HMVアトレ目黒 HMVルミネ池袋 HMVグランフロント大阪 | [ 注 7 ] |
| 2013年11月28日 | 1stアルバム「Cheeky Parade I」発売記念 Thanksgiving Dayイベント | HMVルミネエスト新宿 HMVアトレ目黒 HMVルミネ池袋 TSUTAYA EBISUBASHI    | [ 注 7 ] |
| 2013年11月29日 | 1stアルバム「Cheeky Parade I」発売記念 Thanksgiving Dayイベント | SHIBUYA TSUTAYA アキバ☆ソフマップ1号店                                | [ 注 7 ] |